# Fensch
Fensch – rzeka we Francji, przepływająca przez teren departamentu Mozela, o długości 15,2 km. Stanowi dopływ rzeki Mozela.